# Мавзолеи Средней Азии
Мавзолеи Средней Азии (Среднеазиатские мавзолеи) — исламские мавзолеи, монументальные надгробные здания — архитектурные памятники погребённому в нём человеку, появившиеся в Средней Азии с рубежа IХ—X веков.

## Происхождение, появление и распространение мавзолеев в Средней Азии
Архитектура ислама обогатилась мавзолеями, зданиями нового назначения и типа со второй половины IX века. Первые мавзолеи в странах ислама строились как надгробные памятники и вместилище праха правителей, то есть светских, а не духовных лиц, и уже поэтому не были культовыми зданиями, подобными мечетям.
Применительно к этим зданиям греческое слово «мавзолей», конечно, не употреблялось. В Средней Азии, как в Иране и Афганистане, надгробные постройки именуются словом «гумбаз» — купол, чему в арабских странах соответствует слово «кубба». Общая распространённость этих терминов показывает, что обязательной частью всех исламских мавзолеев, независимо от их типа и места постройки, был купол. Куполами перекрывались даже совсем маленькие мавзолеи, которые можно было перекрыть проще и дешевле. Обязательность куполов в погребальной архитектуре ислама объясняется её «предками» — надгробными постройками зороастризма или иранскими храмами огня «аташкедами». Купол был характерным элементом этих зданий, осмысление же полусферического купола как двойника небесного свода должно было прийти позже.
Кроме арабских халифов и местных правителей, мавзолеев в раннеисламское время удостаивались и первые мусульмане — сподвижники пророка Мухаммеда (с.а.в.), павшие или умершие на завоёванных землях. Но и эти памятники «мученикам за веру» не были, по крайней мере тогда, объектами религиозного поколения.
В XI веке в странах ислама получил распространение суфизма — мистическое учение, сначала считавшееся еретическим, но потом официально признанное. Популярность этого чувственно-аскетического учения породила надгробные здания над могилами известных духовных учителей, благочестивых суфийских мудрецов-аскетов. Почитание «святых» могил стало отныне характерным сначала для Средней Азии и Ирана, потом для всего исламского мира. Эти усыпальницы, в отличие от «светских» мавзолеев, получили название «мазар» — место, объект поклонения.
Распространение мазаров — могил, ставших местом религиозного поклонения — означало победу народных верований над несколько абстрактных монотеизмом официального ислама. Простые люди нуждались в вещественном воплощении религиозных идей, в «святых» посредниках между ними и Всевышнего. И они получили их, даже гораздо большем количестве, чем христиане, так как процесс возникновения «святых» в исламе, сам по себе догматически незаконный, никогда не контролировался и не ограничивался.
И всё же превращение могилы в объект поклонения, то есть совершение на ней религиозных церемоний, чтение Корана и молитв — оставалось под строгим запретом. В духовном законодательстве ислама этот запрет выражен в форме, не допускающей толкований: запрещено совершать зиярат (исламскую молитвенную церемонию) в помещении, где находится погребение, могила человека. Каким мог быть только надгробный мавзолей.
Впоследствии архитектура ислама разрешила это затруднение, создав тип двухкамерного мавзолея: соединение собственно мавзолея «гур-хана» и поминальной мечети «зиярат-хана», обычно более крупной и лежащей на той же оси. Как и вся мечеть, зиярат-хана имела молитвенную нишу, и этим отличалась от гур-ханы, в которой михраба, естественно, не было. Это, однако произошло позже, за пределами XIII века.
Несмотря на повсеместный запрет молится на могиле, многие мавзолеи в западных странах ислама (например, Египет) имеют михрабы. Это непостижимое противоречие вызвало разные, не всегда убедительные попытки объяснения. В Средней Азии же этой проблемы не было, так как среднеазиатские мавзолеи никогда не оборудовались молитвенными нишами. Поэтому встречающееся иногда в советской литературе выражение «мавзолей-мечеть» неверно: зданий с таким двойным назначением здесь нет, — разумеется, за исключением двухкамерных мавзолеев и более сложных погребально культовых комплексов.
Бывали случаи, когда брошенная, переставшая функционировать мечеть использовалась как место погребения. При этом она, конечно сохраняла своё устройство, в том числе и михраб, хотя в такой бывшей мечети больше не молились. Бывали случаи, когда тесная гур-хана двухкамерного мавзолея не вмещала новых погребений, и она заполняла собой соседнюю зиярат-хану, которая благодаря этому переставала функционировать как мечеть. Такое изменение функций вначале привело некоторых исследователей к ошибочному представлению о строительстве в Средней Азии «мавзолеев-мечетей». При этом, обратной трансформации — мавзолея в мечеть — в Средней Азии никогда не было.
Распространение исламских мавзолеев означало компромисс между религиозной догмой и местными народными верованиями. В них воплотилось и преклонение перед духовными авторитетами, высокими моральными качествами и стойкостью веры, и тщеславие правителей, желающих увековечить своё имя, род и династию. Граница между этими двумя мотивами, в начале, чёткая, со временем теряла отчётливость: линии пересекались, сливались, порождали гибридов. Не религиозное, светское происхождение исламских мавзолеев сейчас практически забыто многими, кроме, может быть, историков религии и архитектуры.

## Архитектура
Типологически ранние исламские мавзолеи Средней Азии составляют две группы: центрические и портальные. У центрических мавзолеев все фасады одинаковы и 4 входа, по одному с каждой стороны, или два входа, лежащих на общей оси. Такая форма предполагает соответствующее окружению здания, возможность подхода к нему со всех или двух сторон, а это в условиях тесной городской застройки означает особую, выдающуюся роль в ней погребального купольного зала.
Портальные (или однопортальные) мавзолеи отличаются тем, что у них выделен главный, входной фасад, имеющий форму высокой арочной ниши в прямоугольной раме. Такой портал «пештак» или выше самого здания, или выступает из фасадной стены, или соединяет в себе оба эти качества. При этом у мавзолея могут быть и другие входы, но композиционный акцент (размеры, декор) сосредоточен на главном входе-пештаке. Архитектурно-природное окружение таких зданий предполагает подход к ним с одной определённой стороны.
Все ранние мавзолеи Средней Азии, независимо от типа, заключают в себе одно квадратное помещение с куполом, опирающимся на октогон тромпового яруса. В отличие от мечетей, обычно, но, далеко не всегда, ориентированны по странам света, — это ещё одна возможность отличить «настоящий» мавзолей от мечети, со временем превратившейся в место погребения, несмотря на их типологическое сходство.

## История
Следующие известные мавзолеи были построены в IX—XII веках:

### Узбекистан
- Мавзолеи Саманидов;
- Араб-ата;
- Ак-Астана;
- Кусама ибн Аббаса;
- безымянные в Шахи Зинде;
- Хаким ат-Термизи;
- Исхак-ата;
- Мавзолей дочери Исхак-ата;
- Халифа Ережеп (Халифа Раджаб);
- Мир-Сеид Бахрам;
- Ходжа Карлык;
- Атаулла Саид Ваккоз;
- Туртауз-гумбаз;
- Ходжа-Рушнаи;
- Касана;
- Чашма-Айюб в Бухаре;
- Чашма-Айюб в Вабкенте;
- Шабурган-ата;
- Уюкгумбаз;
- Абу-Хурейра;
- Султан Саадат.

### Туркменистан
- Два не сохранившиеся мавзолея Мерва;
- Мавзолеи Кыз-биби;
- Абдаллы ибн-Бурейды;
- Худай-Назар-овлия;
- Ак-Сарай-динг;
- Наджиметдина Кубры;
- Иль-Арслана;
- Аламбердара;
- Серахс-баба;
- Абу Саида;
- Гамбар баба;
- Чугундор-баба;
- Парау-ата;
- Машада.

### Таджикистан
- Мавзолеи Тилло Халоджи;
- Ходжа Булхак;
- Ходжа Машад;
- Ходжа Сарбоз;
- Акмазар;
- Куммазар;
- Ходжа Нахшран;
- Ходжа Дурбад.

### Кыргызстан
- Мавзолеи Караханидов (Узгенские);
- Зулпукар;
- Мавзолеи Бурана.

### Казахстан
- Айша-Биби;
- Бабаджи хатун;
- Бегим-ана;
- Карахана;
- Сарлы-там.

### Афганистан
- Мавзолеи Баба Хатим;
- Баба-Рушнаи в Балхе.

### Эпоха Саманидов
Классический ранний ислам был религией строгого монотеизма: между Аллахом и людьми нет посредников-святых, и сам основатель ислама — не святой, а лишь человек, удостоенный быть транслятором Его воли. Поэтому с самого начала ислам с подозрением относился к увековечению, прославлению памяти умершего, видя в этом подобие греховного обожествления человека. Предельно простой обряд погребения в раннем исламе демонстративно противостоял практике христианства с его пышными погребальными обрядами и культов святых, то есть, с точки зрения ислама — культом мёртвых. Всё же неприятие исламом идеи, заложенной в монументальном надгробном здании, которое увековечивает память о человеке, было неприятием не христианской, а античной, «языческой» традиции.
Вероятно, поэтому даже сама идея монументального надгробного здания — памятника погребённому в нём человеку — была чужда ранней исламской архитектуре. Ибо где прославление, там и поклонение, а поклоняться можно только Всевышнему. Но в IX веке безмерная власть и богатство аббасидских халифов расшатали завещанный Мухаммедом (с.а.в.) аскетизм, и в 862 году над могилой халифа аль-Мунтасира было воздвигнуто первое надгробное здание ислама — мавзолей Кубба ас-Сулабийя. Несколько спустя правители Средней Азии, Саманиды, построили в своей столице Бухаре собственный династический мавзолей, и как-будто не один.
Мавзолей на юге Средней Азии, датируемый IX веком, носит имя Ходжа Машад, — традиция связывает это здание с неким благочестивым ходжой из Мешхеда, а не с каким-либо светским правителем. Другой мавзолей в Узбекистане, с датой 978 года на фасаде, зовётся Араб-ата, то есть отец арабов. Здесь, вероятно, покоится один из арабских воинов «газиев», борцов за веру и одновременно проповедников ислама. Мавзолей Ак-Астана (Узбекистан) по духу архитектуры довольно близок мавзолею Саманидов. Но стены его глухие, а формы и орнамент предельно упрощены.

### Мавераннахр и Хорезма в XIV веке
Среднеазиатские мавзолеи XIV века — Саида Алауддина в Хиве, Наджиметдина Кубры в Куня-Ургенче, Кусама ибн Аббаса и безымянный намогильник в Шахи Зинде в Самарканде являют собой шедевры искусства среднеазиатских гончаров, которые почти соперничают с ювелирами тонкостью узоропостроений, пышностью растительного орнамента, глубиною сапфировых и бирюзовых цветов, сверканием позолоты.
В начале монгольской эпохи строительство в Средней Азии почти замирает. Лишь к середине XIII века появляется несколько сооружений, воздвигнутых по распоряжению Чингизидов и их придворного окружения.
Время сохранило до наших дней ограниченное число архитектурных памятников XIV века, в основном мавзолеи. С XIV века важной чертой мемориальной архитектуры становится принцип комплексной или ансамблевой застройки. Группа портально-купольных мавзолеев Кок-Гумбез (Туркменистан) была вытянута «красной линией» большого родового кладбища. Большим мемориальным ансамблем является Шахи Зинда в Самарканде, возникший ещё в XI—XII веках. Пришедший в упадок после монгольского завоевания, он, начиная с XIV века, застраивается новой группой мавзолеев, скомпонованных уже по иному принципу: усыпальницы высятся напротив друг друга, вдоль русла узкой дорожки, ведущей от входного портала к главной святыне — месту мнимого захоронения сподвижника и родственника пророка Мухаммеда (с.а.в.) — Кусам ибн Аббаса.
Достаточно сравнить между собой «голубые мавзолеи» Шахи Зинды, в изразцовом декоре которых преобладает бирюзово-голубые тоны: безымянный мавзолей (1360/61), стоящий рядом с ним мавзолей Ходжа Ахмада работы мастера Фахри-Али, мавзолей Шади-Мульк (1373), в создании которого участвовали мастера Бадреддин, Шамсуддин и Зайнуддин Бухари, соседний с ним мавзолей Амир-заде (1386) и воздвигнутый напротив мавзолей Туглу-Текин. При единстве объёмно-пространственной схемы среднеазиатские зодчие вносят в неё большое разнообразие, видоизменяя архитектурные формы и детали. Так, купольная скуфья мавзолея Шади-Мульк оформлена круглыми в сечении гофрами, мавзолей Амир-заде — гранёнными гофрами, а в других постройках этого типа — скуфья гладкой кладки.
Две безымянные мавзолеи из средней группы Шахи Зинды развивают те же архитектурные приёмы, что и «голубые мавзолеи», но совершенно отличны от них своим архитектурным убранством. Одна из них, сохранившая имя мастера Али Несефи (т. е. уроженца города Несефа, ныне Карши), облицована снаружи и в интерьере многоцветными майоликами с сине-бело-голубыми подглазурными и с жёлтыми и светло-зелёными надглазурными росписями. В другой преобладает фиолетово-синяя майолика с надглазурной росписью творёным золотом. Различная красочная тональность создаёт в каждом из этих памятников своеобразный живописный эффект — цвет выступает здесь важным элементом общего художественного строя большого архитектурного ансамбля.
Тенденция к усложнению мемориальных сооружений отчётливо выступает в мавзолее Сайфеддина Бохарзи в Бухаре. Весь архитектурный строй этого мавзолея отмечен чертами новизны. Ныне это здание и без архитектурного декора впечатляет монументальностью объёмов и чёткостью пропорций. Рядом, как бы «в ногах» у могилы почитаемого шейха, но не на оси, а с отступом направо, высится мавзолей Буян-Кули-хана (1358). Масштабно он подчёркнуто скромен, невелик, но его архитектурное решение свидетельствует о большой зрелости архитектурной мысли.
Тенденция к развитию плана и объёмно-пространственной композиции наблюдается в архитектуре мавзолея Мухаммада Бошоро (1342/43) в горном Таджикистане. При общем сходстве его архитектоники с порталами иных, близких по времени построек Мавераннахра, он привлекает внимание оригинальностью архитектурных форм и декоративных деталей. Особенно своеобразны формы колонок под архивольтами арок, а также мотивы некоторых керамических облицовок.
Усложнение архитектурной типологии мавзолейных сооружений особенно отчётливо выражено в постройках Хорезма XIV века. Здесь лишь изредка возводятся одиночные однокупольные здания. К ним относятся, например, мавзолей Саида Алауддина в Хиве.
Большинство хорезмских мавзолеев сочетают различные функции: нередко это и усыпальница, и ханака — странноприимный дом для приходивших издалёка дервишей и паломников. В числе таких сооружений и упоминается Ибн Баттутой ханака-мавзолей шейха Наджм ад-дин Кубра в Куня-Ургенче.
Иное композиционное решение найдено в мавзолее шейха Мухтара-Вали в селении Остана Хивинского района, который включает усыпальницу, два молитвенных зала — большой и малый, группу смежных помещений погребального и подсобного характера.
Архитектурная тема парадной усыпальницы получает наиболее торжественное выражение в здании мавзолея Тюрабек-ханым в Куня-Ургенче. Предания связывают этот памятник с именем царицы Тюрабек-ханум. По одной версии мавзолей был возведён в 1360—1370-х годах для могущественной ургенчской династии Суфи (1359—1388). Внутренний купол мавзолея не знает себе равных во всей восточной архитектуре. Он сплошь покрыт мозаичной облицовкой. Цвета мозаик — синий, голубой, белый, зелёный, чёрный, золотисто-жёлтый, но в общем колорите преобладает насушенный сапфирово-синий тон. Колоритическая интенсивность изразцовых облицовок нарастает снизу вверх. Мавзолей знаменует формирование нового стиля в архитектуре Средней Азии, который получает своё дальнейшее развитие монументальной зодчестве тимуридского Самарканда и Герата.

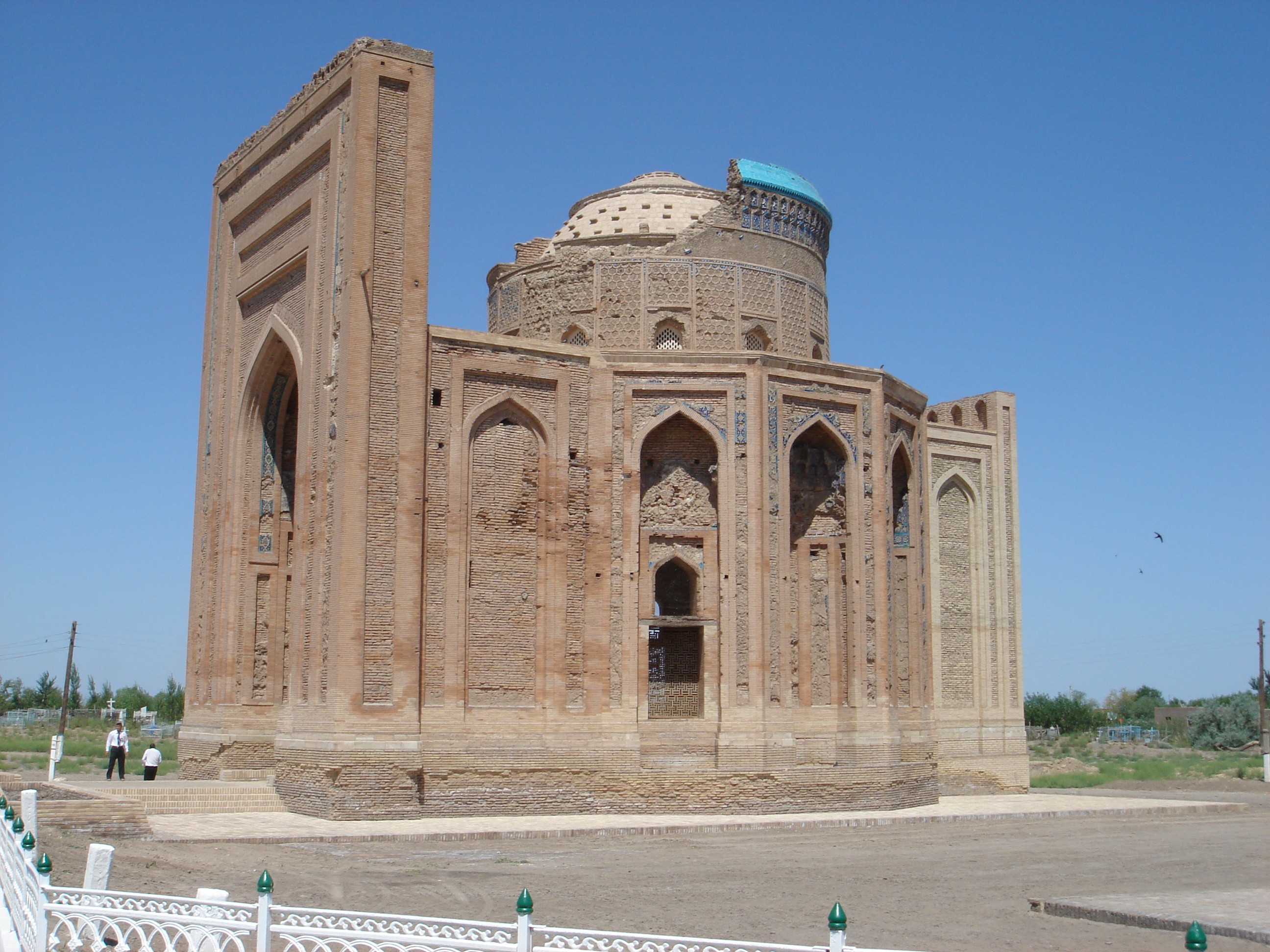
Мавзолей Тюрабек-ханым
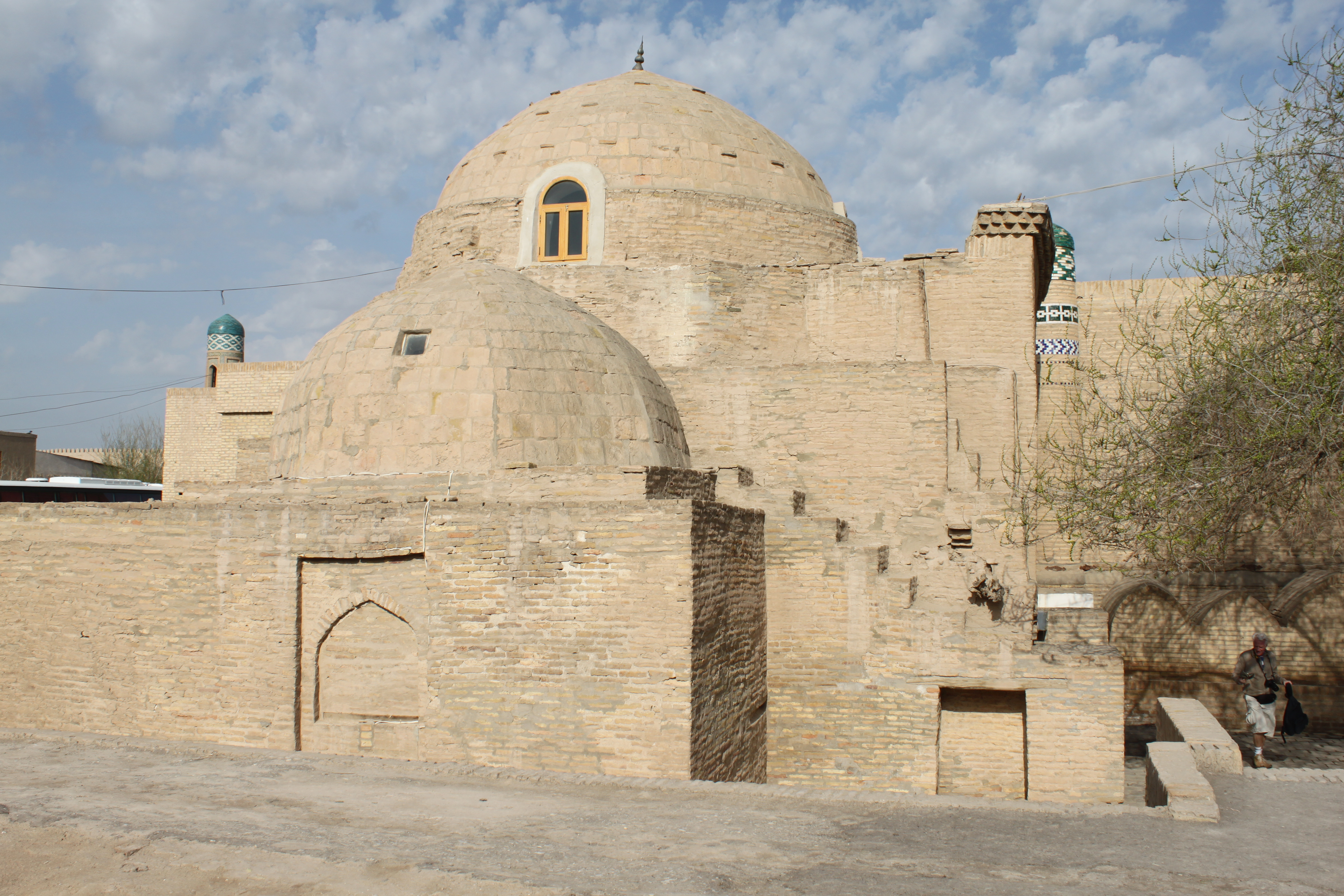
Мавзолей Саида Аллауддина
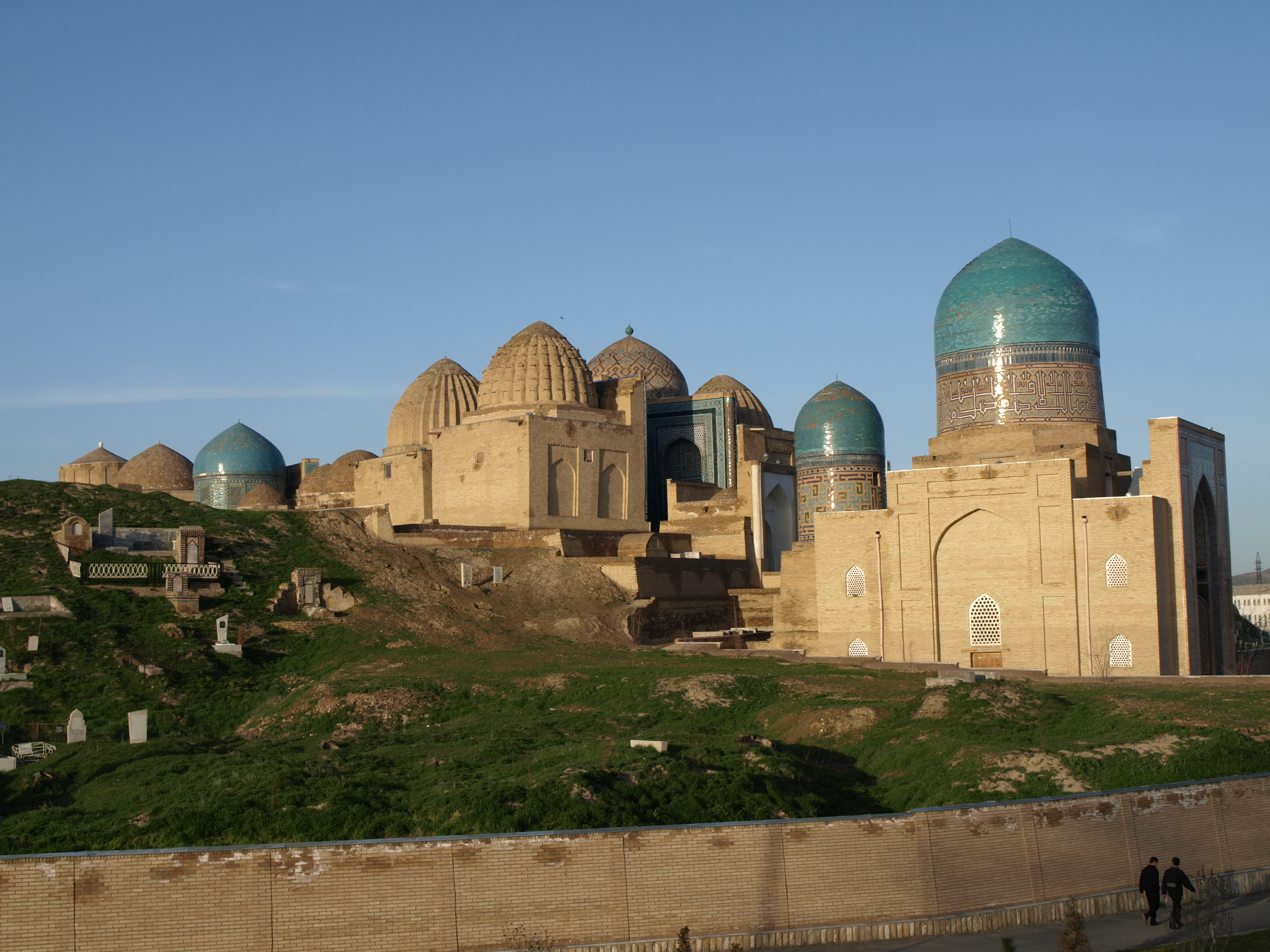
Шахи Зинда